# Kim Jin-su (piłkarz)
Kim Jin-su (kor. 김진수, ur. 13 czerwca 1992 w Jeonju) – południowokoreański piłkarz występujący na pozycji obrońcy saudyjskim klubie Al-Nassr oraz reprezentacji Korei Południowej.
Znalazł się w kadrze na Mistrzostwa Świata 2014, z udziału w których wyeliminowała go kontuzja.

## Życiorys

### Kariera klubowa
W latach 2012–2014 był zawodnikiem japońskiego klubu Albirex Niigata, a następnie w latach 2014–2016 niemieckiego zespołu TSG 1899 Hoffenheim.
12 stycznia 2017 podpisał kontrakt z koreańskim klubem Jeonbuk Hyundai Motors.
W 2020 związał się umową z saudyjskim Al-Nassr, jednak już w 2021 został na jeden sezon wypożyczony do swojego poprzedniego zespołu – Jeonbuk Hyundai Motors, jednak ostatecznie powrócił do Al-Nassr w czerwcu 2023.

### Kariera reprezentacyjna
Był reprezentantem Korei Południowej w kategoriach wiekowych: U-15, U-16, U-17, U-19, U-20 i U-23.
W seniorskiej reprezentacji Korei Południowej zadebiutował 20 lipca 2013 na stadionie Seul World Cup Stadium (Seul, Korea Południowa) w turnieju piłkarskim Puchar Azji Wschodniej przeciwko reprezentacji Australii.

## Sukcesy

### Klubowe
Jeonbuk Hyundai Motors
- Zwycięzca K League 1: 2017, 2018, 2019

### Reprezentacyjne
Korea Południowa
- Zwycięzca Igrzysk azjatyckich: 2014
- Zdobywca drugiego miejsca Pucharu Azji: 2015
- Zwycięzca Pucharu Azji Wschodniej: 2017, 2019